# Olympische Sommerspiele 1992/Teilnehmer (Indonesien)
| Gelbes Symbol für Goldmedaillen mit stilisierten Olympischen Ringen | Graues Symbol für Silbermedaillen mit stilisierten Olympischen Ringen | Braundes Symbol für Bronzemedaillen mit stilisierten Olympischen Ringen |
| ------------------------------------------------------------------- | --------------------------------------------------------------------- | ----------------------------------------------------------------------- |
| 2                                                                   | 2                                                                     | 1                                                                       |

Indonesien nahm an den Olympischen Sommerspielen 1992 in Barcelona mit einer Delegation von 42 Athleten (27 Männer und 15 Frauen) an 31 Wettkämpfen in zehn Sportarten teil. Fahnenträger bei der Eröffnungsfeier war der ehemalige Badmintonspieler Christian Hadinata, welcher 1972 in seiner Sportart an den Olympischen Spielen teilnahm, allerdings nur an Demonstrationswettbewerben. 1992 war Badminton erstmals offiziell olympisch – die Athleten Indonesiens waren in dieser Sportart am zahlreichsten vertreten und gewannen dort in drei Wettbewerben mindestens eine Medaille.

## Medaillengewinner

### Gold
| Name            | Sportart  | Wettkampf      |
| --------------- | --------- | -------------- |
| Alan Budikusuma | Badminton | Männer, Einzel |
| Susi Susanti    | Badminton | Frauen, Einzel |

### Silber
| Name                        | Sportart  | Wettkampf      |
| --------------------------- | --------- | -------------- |
| Ardy Wiranata               | Badminton | Männer, Einzel |
| Rudy Gunawan & Eddy Hartono | Badminton | Männer, Doppel |

### Bronze
| Name             | Sportart  | Wettkampf      |
| ---------------- | --------- | -------------- |
| Hermawan Susanto | Badminton | Männer, Einzel |

## Teilnehmer nach Sportarten

### Badminton
| Männer - Alan Budikusuma Einzel: Gold - Ardy Wiranata Einzel: Silber - Hermawan Susanto Einzel: Bronze - Rudy Gunawan & Eddy Hartono Doppel: Silber - Rexy Mainaky & Ricky Subagja Doppel: Viertelfinale | Frauen - Susi Susanti Einzel: Gold - Sarwendah Kusumawardhani Einzel: Viertelfinale - Finarsih & Lili Tampi Doppel: Viertelfinale - Erma Sulistyaningsih & Rosiana Tendean Doppel: 1. Runde |

### Bogenschießen
| Männer - Hendra Setijawan Einzel: 6. Platz | Frauen - Rusena Gelanteh Einzel: 40. Platz Mannschaft: 9. Platz - Purnama Pandiangan Einzel: 24. Platz Mannschaft: 9. Platz - Nurfitriyana Saiman-Lantang Einzel: 33. Platz Mannschaft: 9. Platz |

### Boxen
Männer
- Alberth Papilaya
Mittelgewicht: Viertelfinale

- Hendrik Simangunsong
Halbmittelgewicht: 2. Runde

### Fechten
Männer
- Handry Lenzun
Degen, Einzel: 52. Platz

- Lucas Zakaria
Degen, Einzel: 59. Platz

### Gewichtheben
Männer
- Enosh Depthios
Fliegengewicht: DNF

- Sugiono Katijo
Federgewicht: 14. Platz

- Sodikin
Bantamgewicht: 10. Platz

- I Nyoman Sudarma
Mittelgewicht: 23. Platz

### Judo
| Männer - Hengky Pie Halbschwergewicht: 32. Platz - Wahid Yudhi Sulistianto Leichtgewicht: 22. Platz | Frauen - Helena Miagian Papilaya Mittelgewicht: 13. Platz - Pujawati Utama Halbschwergewicht: 13. Platz |

### Kanu
Männer
- Anisi
Kajak-Einer, 500 Meter: Hoffnungslauf
Kajak-Einer, 1000 Meter: Hoffnungslauf

- Abdul Karim & Abdul Razak
Kajak-Zweier, 500 Meter: Hoffnungslauf
Kajak-Zweier, 1000 Meter: Hoffnungslauf

### Radsport
Männer
- Tulus Widodo Kalimanto
Sprint: 2. Runde

- Herijanto Setiawan
1000 Meter Zeitfahren: 27. Platz

### Tennis
| Männer - Benny Wijaya Einzel: 1. Runde - Hary Suharyadi & Bonit Wiryawan Doppel: Achtelfinale | Frauen - Yayuk Basuki Einzel: Achtelfinale Doppel: 1. Runde - Suzanna Anggarkusuma Doppel: 1. Runde |

### Tischtennis
| Männer - Anton Suseno Einzel: 33. Platz (Gruppenphase) | Frauen - Rossy Pratiwi Dipoyanti Einzel: 17. Platz (Gruppenphase) Doppel: 17. Platz (Gruppenphase) - Ling Ling Minangmojo Einzel: 33. Platz (Gruppenphase) Doppel: 17. Platz (Gruppenphase) |